# 海道東征
『海道東征』（かいどうとうせい）は、北原白秋詩、信時潔曲による交声曲（カンタータ）である。1940年に皇紀2600年を祝賀する皇紀2600年奉祝曲として作られた。白秋晩年の大作、信時の代表作である。関連した阪田寛夫の著作の題名にもなった。

## 経緯
1940年は皇紀2600年にあたり、これを祝して内外の多数の作曲家が奉祝楽曲を作曲した。例えば日本国内では山田耕筰、橋本國彦、箕作秋吉、伊福部昭ら、国外ではリヒャルト・シュトラウス、ジャック・イベール、ベンジャミン・ブリテンなどである。当時東京音楽学校の講師（元教授）であり、NHKの依頼により1937年に『海ゆかば』を作曲したことで広く知られた信時もまた日本文化中央聯盟より委嘱を受け、白秋と共に奉祝楽曲を作ることとなった。
白秋の構想は大きく、予定された分量を超えたので、この曲を第一部として、後に第二部、第三部を執筆する意思をもっていたが、程なく1942年に没した。白秋病没後も信時は独自に神話に取材した曲を構想しスケッチを試みていたが、これもまた未完に終わった。
この曲は広く演奏され、8枚組のSPレコードが発売された。白秋は本作に深い愛着を持ち、死の前年、レコードを持って九州各地を回り講演会と試聴会を開いた。またこの曲は信時作品中最も大きな編成を持つものであり、信時は1962年の再演の際、ラジオ放送を録音し、改めて本作への自信を深めたといっている。
なお、この曲をSPレコードに収録すると15面を要し、結果的に1面が残る。その1面を埋めるために録音されたのが、東京音楽学校演奏による「海ゆかば」であり、戦時中のニュース映画で何度も流されたものである。

## 編成
- 独唱（ソプラノ2名、アルト、テノール、バリトン、バス各1名）
- 混声四部合唱
- 児童合唱
- 管弦楽（ティンパニを含む二管編成）
- ピアノフォルテ[1]

## 歴史
初演は1940年11月26日、日比谷公会堂にて木下保指揮、東京音楽学校管弦楽部他の手で行われ、その後広く演奏された。太平洋戦争敗戦後はナショナリズムを極端に忌避する動きのため事実上の封印状態におかれた。黛敏郎がテレビ番組「題名のない音楽会」で抜粋演奏する、木下保がピアノと混声合唱でリダクション版を演奏する（外部サイト「海道東征のホームページ」）等はあったものの、2005年現在、完全な形での演奏は1962年に行われた阪田寛夫の企画によるものと2003年のオーケストラ・ニッポニカによるもののみが知られている。SPレコードからの復刻CDはあったものの、新しい録音がない状態が続いたが、2003年の演奏時にライブ録音のCDが制作され、市販されている。そのため現在では手軽に曲の全貌を知ることができるようになった。
戦後70年、信時潔没後50年を迎えるころから「完全演奏を」との機運が高まっていき、2014年2月11日の建国記念の日、熊本で横浜シンフォニエッタによる演奏が披露されたのを皮切りに、大阪では大阪フィルハーモニー交響楽団、上野の東京藝術大学奏楽堂では、東京藝大シンフォニーオーケストラ、東京藝術大学音楽学部声楽科学生、NHK東京児童合唱団、指揮、湯浅卓雄による信時潔没後50周年記念演奏会が開かれ、そのライブ盤CD2種類が発売されるまでになった。

## 曲の概要
詩は擬古体で書かれており、日本神話を元にしたもので、天地開闢、国産み、天孫降臨、神武東征、大和政権の樹立までの物語を扱っている。海道東征といっても、決して太平洋をはるばる東に進軍し対岸を侵攻する内容ではなく、九州から畿内への海路を指したものである。
曲は全体としてロマン派の様式を用いた簡素な書法の中に日本の各種旋法が自然な形でとりこまれ、音による万葉集の趣がある。戦闘的な音楽はわずかに第七曲に見られるだけであり、日本の明るい未来を言祝ぐ信時らしい平明かつ雄大な叙事詩となっている。
曲は以下の八章からなる。器楽、独唱、重唱、合唱が全て含まれカンタータとしての様式を守っている。演奏時間はオーケストラ・ニッポニカの録音では約47分である。
1. 高千穂(たかちほ） - Larghetto, イ短調 - ハ長調　雅楽調が取り入れられている
2. 大和思慕(やまとしぼ） - Grazioso, ト長調　ヤマトタケルの「思国歌」が引用される
3. 御船出(みふなで） - 序奏はイ短調、主部はModerato, イ長調　表題に額田王が引用される他、皇祖の幾万年の由来や、和魂・荒魂についても歌詞に取り入れられる
4. 御船謡(みふなうた） - 序奏はニ短調、主部はヘ長調 - イ短調　ピアノ（ハープ）のアルペッジョに始まり民謡調が取り入れられている
5. 速吸と菟狭(はやすいとうさ） - イ短調　児童合唱が童謡風、混声合唱が中世俚謡風に歌う
6. 海道回顧(かいどうかいこ）  - 嬰ト短調 - イ長調 - ロ長調　第一章が回顧される。海原を渡り、足一騰宮から岡田宮、埃宮、高島宮での対話を思わせるやりとり
7. 白肩津上陸(しらかたのつじょうりく）  - Allegretto, ロ長調　長髄彦との戦闘場面
8. 天業恢弘(てんぎょうかいこう） - Larghetto, イ短調 - ハ長調　第一章が明確に回帰する。鏡、勾玉、剣の讃美に続き、肇国と天皇神倭磐余彦命の八紘を一つ家となす偉業と日本の山河の美しさを讃えつつハ長調の主和音で力強く終止する

## 阪田寛夫の『海道東征』
随想風の短編小説である。「文學界」1986年7月号初出。第14回川端康成文学賞（1987年）受賞。作者の音楽的環境・素養が生かされている。信時潔の人となり、音楽性についても詳しい。

### 阪田寛夫と信時潔との関係
親戚に信時の同級生がおり、また叔父の大中寅二、従兄の大中恩は作曲家、特に大中恩は後に信時の指導を受けた一人である。このような音楽的背景の下、阪田は信時作品に興味を寄せていたが、ある日演奏会で『海道東征』を聞いて大いに気に入った。親に同曲のSPレコードを（皇紀2600年祝賀にことよせて）購入してもらい愛聴する。復員後大阪朝日放送東京支社の社員となっていた阪田は1962年の正月企画として『海道東征』の再演とラジオ放送を思い立つ。スポンサー、初演者、大中恩（コールMeg）らの協力を得て演奏会は成功、信時の最晩年を飾ることとなった。

### 小説の構成
話者（=阪田）が信時潔の夢を見る場面で小説は幕をあける。親戚や大中恩から聞いた信時の逸話、子息から聞いた信時の父親の逸話、「沙羅」の引用を織り交ぜながら、『海道東征』に惹かれ、演奏会を企画し、作曲家と直に接し、作曲家の死後自宅を再訪し子息と言葉を交わし、作曲家を深く知っていく過程が遠近法的に描かれる。信時裕子（信時潔の孫）が働く事務所で未完のオペラ『古事記』のスケッチを見、『海道東征』再演当時の日記を読んでもらう場面で幕を降ろす。阪田が信時の夢を見たのはその日の夜だった。

### 資料
- 川端康成文学賞全作品II、新潮社、 ISBN 4-10-305822-6 - 『海道東征』本文収載。
- 新保祐司  『信時 潔』、 ISBN 4-875-74069-7

## 音声資料
- CD「オーケストラ・ニッポニカ第2集」 ミッテンヴァルト MTWD99012 - 詳細なライナーノート付き。本稿の基礎資料である。ライナーノートの関連部分は外部サイト「信時潔　交声曲《海道東征》曲目解説」でも読むことができる。
- CD 交聲曲「海道東征」、日本作曲家選輯　東京藝術大学編 湯浅卓雄指揮 (ナクソス・ジャパン NYCC-27300)
- 下記外部リンク「海道東征のホームページ」でリダクション版の全曲を聞くことができる。